# Спенсер (Ајдахо)
Спенсер (енгл. Spencer) град је у америчкој савезној држави Ајдахо.

## Демографија
По попису из 2010. године број становника је 37, што је 1 (-2,6%) становника мање него 2000. године.
| Група             | 2000.      | 2010.       |
| Белци             | 34 (89,5%) | 37 (100,0%) |
| Афроамериканци    | 0 (0,0%)   | 0 (0,0%)    |
| Азијати           | 0 (0,0%)   | 0 (0,0%)    |
| Хиспаноамериканци | 3 (7,9%)   | 0 (0,0%)    |
| Укупно            | 38         | 37          |